# Podział orograficzny Karakorum
Podział orograficzny Karakorum – wyodrębnienie i nazwanie poszczególnych jednostek niższego rzędu (takich podobszarów jak pasma i masywy górskie) w obrębie łańcucha gór Karakorum oraz ustalenie granic tego łańcucha, wyznaczanych np. przez rzeki i potoki, przełęcze, lodowce i doliny. W ciągu ostatnich ponad 150 lat zaproponowano co najmniej dwie koncepcje podziału regionalnego Karakorum, także co do ich granic nie ma jednego, uznanego standardu międzynarodowego. Od połowy XIX wieku prowadzono systematyczne prace kartograficzne z ramienia brytyjskiego urzędu geodezji Survey of India. W 1938 urząd ten i Królewskie Towarzystwo Geograficzne (RGS) ogłosiły w specjalnym raporcie wyniki wspólnych prac w ramach tzw. Karakoram Conference. Zaproponowany orograficzny podział Karakorum i jego nazewnictwo zostały oficjalnie przyjęte przez rząd Indii Brytyjskich. Jedyne radykalne od niego odejście zaproponował w 1990 zespół pod kierownictwem Jerzego Wali. Wraz z postępem eksploracji uszczegółowiono mapy, ogólny podział Karakorum i większość toponimów przedstawionych w raporcie z 1938 są nadal powszechnie stosowane.
Regionalny podział Karakorum z 1938 jest odnośnie jednostek wyższego rzędu następujący (dalsze szczegóły w części poniżej dot. historii):
| Pasmo             | Masyw | Pasmo               | Masyw                                                                                       |
| ----------------- | --- | ------------------- | ------------------------------------------------------------------------------------------- |
| I Great Karakoram | 1. Batura Muztagh 2. Hispar Muztagh 3. Panmah Muztagh 4. Baltoro Muztagh 5. Siachen Muztagh 6. Rimo Muztagh 7. Saser Muztagh | II Lesser Karakoram | 1. na północ od Great Karakoram 1.a Lupghar Group 1.b Ghujerab Mountains 2. Rakaposhi Range |

Za punkty i linie graniczne w raporcie Karakoram Conference – toponimy wg tego raportu – przyjęto:
Na południu: rzekę Shyok od jej zakola na λ ok. 78° 15' do połączenia z rzeką Indus na λ ok. 75° 55'; następnie rzekę Indus do jej połączenia z rzeką Gilgit na λ ok. 74° 40' i rzekę Gilgit do zbiegu z rzeką Ishkoman na λ ok. dł. 73° 45'. Na zachodzie: rzeki Ishkoman i Karumbar do przełęczy Ghilinji. Na północy: od przełęczy Chilinji, w dół rzeki Chapursan, przez przełęcz Kermin do Rich i w dół rzeki Kilik do jej połączenia z Khunjerab; następnie w górę rzeki Khunjerab do przełęczy Khunjerab, przez Oprang Pamir do przełęczy Oprang i w dół rzeki Oprang do jej połączenia z Shaksgam; następnie w górę rzeki Shaksgam do jej źródła na przełęczy G, wg Woods, (dla której proponuje się nazwę Przełęcz Shaksgam); następnie do lodowcowego źródła rzeki Rimo-Yarkand i wzdłuż lewego skraju lodowca Rimo do połączenia rzek Rimo i Chip Chap. Na wschodzie: przez górny bieg Shyok od skrzyżowania Rimo-Chip Chap do wielkiego zakola tej rzeki na λ ok. 78° 15'.
Postanowienia raportu z 1938 ustalały w użyciu angielskojęzycznym nazwę gór w brzmieniu ‘Karakoram’. W języku polskim pisownia ‘Karakorum’ przyjęta jest przez polski Urząd Geodezji I Kartografii (publikacje w 2023 i 2019) jako obowiązująca, pozostałe nazwy nie mają ustalonego polskiego brzmienia; dlatego też określenie ‘Mniejsze / Wielkie Pasmo Karakorum’ nie występują w fachowej literaturze przedmiotu. W polskim autorskim opracowaniu historii himalaizmu (Na szczytach Himalajów, 1983) nazwy te podane są z zastrzeżeniem „tzw.”, natomiast nazwy podobszarów mają oryginalne brzmienie angielskie. Orograficzny podział Karakorum i jego toponimy wypracowane w 1938 i powszechnie przyjęte, stały się co prawda podstawą prac następnych badaczy i kartografów (np. Günter Oskar Dyhrenfurth, Hans-Jochen Schneider), ale proponowano też modyfikacje, a nawet dalej idące zmiany. Krytycznie do tego podziału nastawiony jest kartograf i alpinista Jerzy Wala, tak formułujący swe stanowisko:

Podział całego Karakorum na wymienione dwa podobszary przetrwał do obecnych czasów w literaturze górskiej, choć nie znajduje uzasadnienia w morfologii terenu, ani nie odpowiada obecnym zasadom klasyfikacji terenów górskich. [...] Lepsza znajomość terenu i bardziej zaawansowana eksploracja wymagały odejścia od ustaleń konferencji z 1938 roku. Odstąpiliśmy więc od nieuzasadnionego podziału na Great i Lesser Karakoram [...].

Rezultatem tego radykalnego odejście od ustaleń raportu z 1938 jest orograficzna mapa Karakorum przedstawiona przez zespół Jerzego Wali i opublikowana przez Swiss Foundation for Alpine Research w 1990. Według niej podstawowy podział (dalsze szczegóły w części poniżej dot. historii) gór Karakorum jest następujący:
| Góry      | Podobszar                                      |
| --------- | ---------------------------------------------- |
| Karakorum | 1. Eastern Karakoram                           |
| Karakorum | 2. Central Karakoram                           |
| Karakorum | 3. Western Karakoram                           |
| Karakorum | 4. Northern Karakoram (lub Ghujerab Mountains) |

Według stanowiska Jerzego Wali łańcuch Karakorum ograniczają od północnego zachodu w kierunku wskazówek zegara doliny rzek i przełęcze: przeł. Khora Bhurt, przeł. Kōtale Ersad Ovin (Irshād Pass), Chapursan River, Khunjerab River, Hunza River, Gilgit River, Ishkuman River I Karambar River. W tekstach publikowanych w „Taterniku”, oficjalnym organie Polskiego Związku Alpinizmu, stosowane są za zgodą Jerzego Wali równolegle nazwy angielskie i cztery polszczone, np. ‘Zachodnie Karakorum’. Mimo iż podziały na mapie orograficznej Wali uznano za „ważne i logiczne”, to jej ogólną koncepcję skrytykowano jako „w praktyce mało przejrzystą i zbyt skomplikowaną”.
Wydane w 2001 w Japonii dwa tomy map i opisów Karakorum i Hindukuszu, opracowane przez Tsuneo Miyamori i Sadao Karibe, odwołują się w zasadzie do podziału z 1938 i stosują angielską nomenklaturę przyjętą przez Survey of India. Karakorum przedstawione jest na ośmiu mapach w skali 1 : 1500 000. Według Mountaineering Maps Miyamori podział Karakorum jest następujący:
| I Great Karakoram | 1. Batura Muztagh  | II Lesser Karakoram |                             |
| I Great Karakoram | 2. Hispar Muztagh  | II Lesser Karakoram | 1. Rakaposh Range           |
| I Great Karakoram | 3. Panmah Muztagh  | II Lesser Karakoram | 2. Haramosh Range           |
| I Great Karakoram | 4. Insgati Muztagh | II Lesser Karakoram | 3. North of Haramosh Range  |
| I Great Karakoram | 5. Baltoro Muztagh | II Lesser Karakoram | 4. Masherbrum Range         |
| I Great Karakoram | 6. Siachen Muztagh | II Lesser Karakoram | 5. Saltoro Range            |
| I Great Karakoram | 7. Rimo Muztagh    | II Lesser Karakoram | 6. North of Hunza Mountains |
| I Great Karakoram | 8. Saser Muztagh   | II Lesser Karakoram |                             |

Mapy orograficzne Miyamori z dalszym podpodziałami są cytowane w późniejszych opracowaniach, jak np. w artykule w „Taterniku”, w niemieckojęzycznym opracowaniu historii eksploracji Karakorum Chronik der Erschließung des Karakorum (część 1. w 2003 i część 2. w 2010) i częściowo na portalu internetowym himalaya-info.

## Historia

Lodowiec Hispar na mapie sporządzonej przez M. Conwaya po pomiarach w 1892

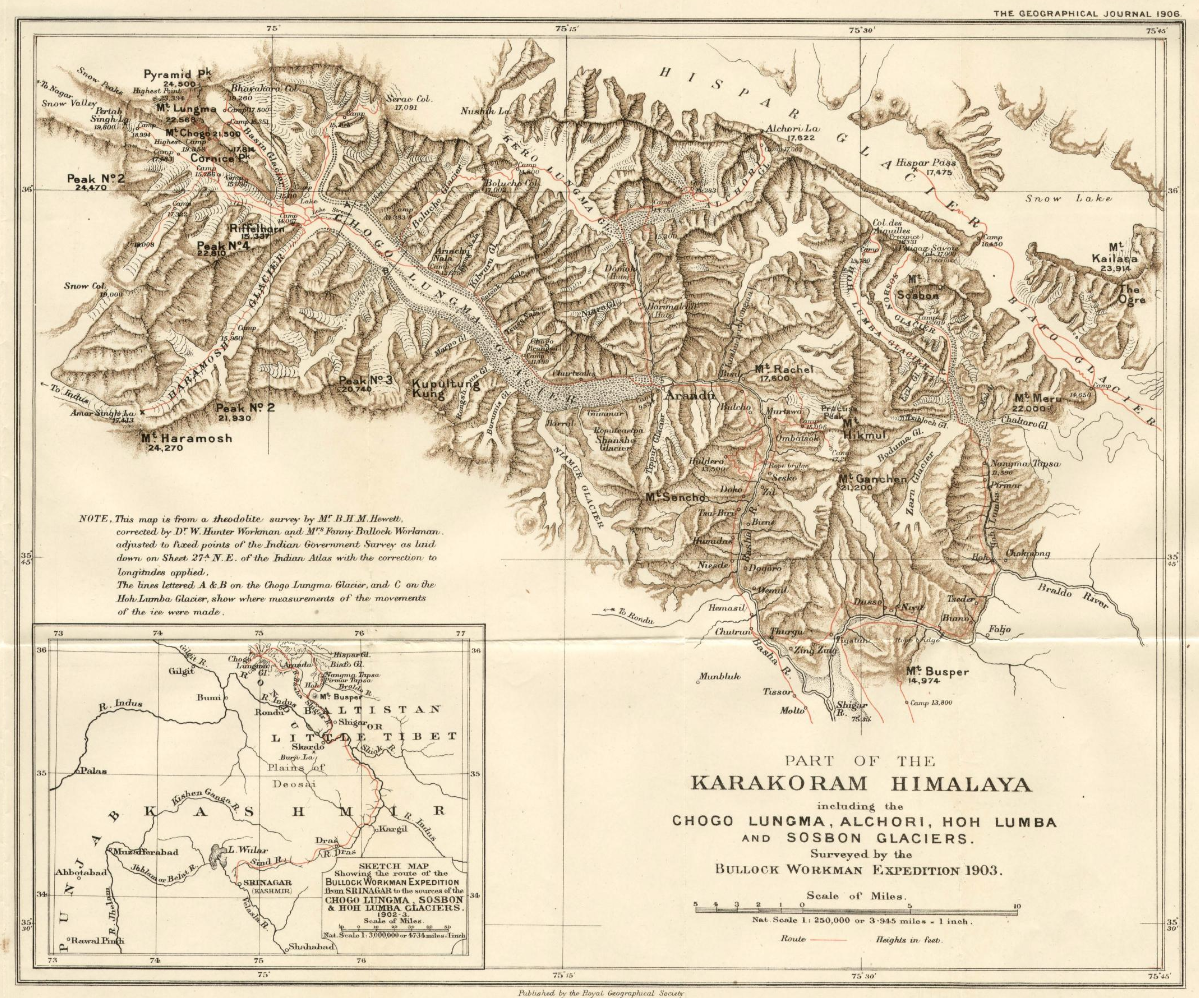
Lodowiec Czogolungma i Hispar na mapie sporządzonej po wyprawie Fanny i Williama Workmanów w 1903

Publikacją, o której powiedziano, że dostarczyła po raz pierwszy bardziej precyzyjnego kartograficznego odwzorowania rejonu lodowców Baltoro, Biafo, Czogolungma była praca angielskiego topografa Henry'ego H. Godwin-Austena, zamieszczona w „Journal of the Royal Geographical Society of London” w 1864. Mimo wysiłków Survey of India (do 1852 Great Trigonometrical Survey of India) nie zdołano w XIX wieku opracować kartograficznej reprezentacji całego Karakorum. W kolejnych dekadach, zasób wiedzy na temat glacjologii i geomorfologii poszczególnych regionów Karakorum rósł wraz z coraz częstszymi wyprawami rekonesansowymi badaczy brytyjskich (m.in. Martin Conway w 1892, Francis Younghusband w 1887), amerykańskich (inicjowanych przez Fanny Bullock Workman siedem eksploracji od 1899 do 1912), włoskich (np. wyprawa na K2 Ludwika Sabaudzkiego, księcia Abruzzi, w 1909) czy ściśle topograficznymi badaniami, np. niemieckiej wyprawy w 1927-1928 pod kierownictwem Emila Triklera. W 1929 uczestnikiem włoskiej wyprawy pod K2 był geolog i kartograf Ardito Desio, który w jej trakcie przeprowadził znaczące prace topograficzne w nieskartowanym jeszcze wówczas terenie. Jednocześnie z kartowaniem nowych obszarów pojawiały się niejasności dotyczących nazewnictwa, nieustalona pozostawała też nazwa całego łańcucha. Na potrzebę ich wyjaśnienia oraz uzgodnienia wspólnych danych kartograficznych zwrócił uwagę na przełomie 1926 i 1927 geograf i kartograf Kenneth Mason zwracając się do agencji Survey of India i Królewskiego Towarzystwa Geograficznego (RGS). Powołano specjalny zespół badawczy pod nazwą Karakoram Conference, który zimą 1936 uzgodnił wspólną koncepcję mapy całego łańcucha. Opracowany podział orograficzny Karakorum opisany został w stosownym artykule pod tytułem Karakoram Conference Report i opublikowany w 1938 w organie RSG „The Geographical Journal”, wydawanym w Londynie, i równolegle w organie Himalayan Club „The Himalayan Journal”, wydawanym W Mumbaju. Kwestie nazewnictwa (np. ustalanie i przyjmowanie nazw lokalnych) i dzieje organizacji samej konferencji karakorumskiej Mason przedstawił w opublikowanych jednocześnie w dwóch, zbieżnych treściowo, artykułach: w „The Himalayan Journal” (tom 10) i w „The Geographical Journal” (tom 91), pod tym samym tytułem Karakoram Nomenclature. Regionalny podział Karakorum przedstawiony w raporcie stał się podstawą powszechnie przyjętego na Zachodzie nazewnictwa, także w Polsce. W miarę precyzyjnie ustalono granice łańcucha Karakorum i podział na poszczególne pasma, przy określaniu toponimów odwołując się do przyjętych, głównie wywiedzionych z lokalnego słownictwa, nazw lodowców. W 1940 opublikowana została mapa Karakorum w skali 1 : 750 000, uwzględniająca ustalenia konferencji, odbiegając od nich jedynie w nieznacznym stopniu. Szczegółowy podział orograficzny Karakorum wg ustaleń Karakoram Conference (oryginalne nazewnictwo angielskie) jest następujący:
| Łańcuch   | Pasmo           | Muztagh (masyw) | Group (grupa)         | Pasmo            |                              | Range (masyw)      | Grupa                                          |
| --------- | --------------- | --------------- | --------------------- | ---------------- | ---------------------------- | ------------------ | ---------------------------------------------- |
| Karakoram | Great Karakoram | Batura Muztagh  | Koz Group             | Lesser Karakoram | north of the Great Karakoran | Lupghar Group      | Lupghar Group                                  |
| Karakoram | Great Karakoram | Batura Muztagh  | Yashkuk Group         | Lesser Karakoram | north of the Great Karakoran | Lupghar Group      | Lupghar Group                                  |
| Karakoram | Great Karakoram | Batura Muztagh  | Kampire Dior Group    | Lesser Karakoram | north of the Great Karakoran | Lupghar Group      | Lupghar Group                                  |
| Karakoram | Great Karakoram | Batura Muztagh  | Kuk Group             | Lesser Karakoram | north of the Great Karakoran | Lupghar Group      | Lupghar Group                                  |
| Karakoram | Great Karakoram | Batura Muztagh  | Batura Group          | Lesser Karakoram | north of the Great Karakoran | Ghujerab Mountains | Chapchingal Group                              |
| Karakoram | Great Karakoram | Batura Muztagh  | Pasu Group            | Lesser Karakoram | north of the Great Karakoran | Ghujerab Mountains | Chapchingal Group                              |
| Karakoram | Great Karakoram | Batura Muztagh  | Atabad Group          | Lesser Karakoram | north of the Great Karakoran | Ghujerab Mountains | Karun Kuh Group                                |
| Karakoram | Great Karakoram | Hispar Muztagh  | Momhil Group          | Lesser Karakoram | north of the Great Karakoran | Ghujerab Mountains | Karun Kuh Group                                |
| Karakoram | Great Karakoram | Hispar Muztagh  | Disteghil Group       | Lesser Karakoram | south of the Great Karakoram | Rakaposhi Range    | Rakaposhi Group                                |
| Karakoram | Great Karakoram | Hispar Muztagh  | Yazghil Group         | Lesser Karakoram | south of the Great Karakoram | Rakaposhi Range    | Bagrot Group                                   |
| Karakoram | Great Karakoram | Hispar Muztagh  | Kanjut Group          | Lesser Karakoram | south of the Great Karakoram | Rakaposhi Range    | Phuparash Group                                |
| Karakoram | Great Karakoram | Hispar Muztagh  | Khurdopin Group       | Lesser Karakoram | south of the Great Karakoram | Rakaposhi Range    | Chogo Lungma Group                             |
| Karakoram | Great Karakoram | Hispar Muztagh  | Virjerab Group        | Lesser Karakoram | south of the Great Karakoram | Rakaposhi Range    | Hispar Wall                                    |
| Karakoram | Great Karakoram | Panmah Muztagh  | Nobande Sobande Group | Lesser Karakoram | south of the Great Karakoram | Rakaposhi Range    | Ganchen Group (subsidiary group)               |
| Karakoram | Great Karakoram | Panmah Muztagh  | Drenmang Group        | Lesser Karakoram | south of the Great Karakoram | Rakaposhi Range    | Meru Group (subsidiary group)                  |
| Karakoram | Great Karakoram | Panmah Muztagh  | Chiring Group         | Lesser Karakoram | south of the Great Karakoram | Haramosh Range     | Haramosh Range                                 |
| Karakoram | Great Karakoram | Panmah Muztagh  | Choktoi Group         | Lesser Karakoram | south of the Great Karakoram | Masherbrum Range   | Koser Gugne Group                              |
| Karakoram | Great Karakoram | Panmah Muztagh  | Latok Group           | Lesser Karakoram | south of the Great Karakoram | Masherbrum Range   | Mango Gusor Group                              |
| Karakoram | Great Karakoram | Baltoro Muztagh | Paiju Group           | Lesser Karakoram | south of the Great Karakoram | Masherbrum Range   | Masherbrum Group                               |
| Karakoram | Great Karakoram | Baltoro Muztagh | Trango Group          | Lesser Karakoram | south of the Great Karakoram | Masherbrum Range   | Chogolisa Group                                |
| Karakoram | Great Karakoram | Baltoro Muztagh | Lobsang Group         | Lesser Karakoram | south of the Great Karakoram | Masherbrum Range   | Group east of Thalle valley (subsidiary group) |
| Karakoram | Great Karakoram | Baltoro Muztagh | K2 Group              | Lesser Karakoram | south of the Great Karakoram | Masherbrum Range   | Group east of Hushe Valley (subsidiary group)  |
| Karakoram | Great Karakoram | Baltoro Muztagh | 'Broad' Group         | Lesser Karakoram | south of the Great Karakoram | Saltoro Range      | Kondus Group                                   |
| Karakoram | Great Karakoram | Baltoro Muztagh | Gasherbrum Group      | Lesser Karakoram | south of the Great Karakoram | Saltoro Range      | Saltoro Group                                  |
| Karakoram | Great Karakoram | Siachen Muztagh | Sia Group             | Lesser Karakoram | south of the Great Karakoram | Saltoro Range      | Chumik Group                                   |
| Karakoram | Great Karakoram | Siachen Muztagh | Staghar Group         | Lesser Karakoram | south of the Great Karakoram | Saltoro Range      | Dansam Group                                   |
| Karakoram | Great Karakoram | Siachen Muztagh | Singhi Group          | Lesser Karakoram | south of the Great Karakoram | Saltoro Range      | Chulung Group                                  |
| Karakoram | Great Karakoram | Siachen Muztagh | Teram Kangri Group    | Lesser Karakoram | south of the Great Karakoram |                    |                                                |
| Karakoram | Great Karakoram | Siachen Muztagh | Kyagar Group          | Lesser Karakoram | south of the Great Karakoram |                    |                                                |
| Karakoram | Great Karakoram | Siachen Muztagh | Teram Shehr Group     | Lesser Karakoram | south of the Great Karakoram |                    |                                                |
| Karakoram | Great Karakoram | Rimo Muztagh    | Rimo Group            | Lesser Karakoram | south of the Great Karakoram |                    |                                                |
| Karakoram | Great Karakoram | Rimo Muztagh    | North Terong Group    | Lesser Karakoram | south of the Great Karakoram |                    |                                                |
| Karakoram | Great Karakoram | Rimo Muztagh    | South Terong Group    | Lesser Karakoram | south of the Great Karakoram |                    |                                                |
| Karakoram | Great Karakoram | Rimo Muztagh    | Shelkar Group         | Lesser Karakoram | south of the Great Karakoram |                    |                                                |
| Karakoram | Great Karakoram | Rimo Muztagh    | Kumdan Group          | Lesser Karakoram | south of the Great Karakoram |                    |                                                |
| Karakoram | Great Karakoram | Saser Muztagh   | Saser Group           | Lesser Karakoram | south of the Great Karakoram |                    |                                                |
| Karakoram | Great Karakoram | Saser Muztagh   | Chhushku Group        | Lesser Karakoram | south of the Great Karakoram |                    |                                                |
| Karakoram | Great Karakoram | Saser Muztagh   | Shukpa Group          | Lesser Karakoram | south of the Great Karakoram |                    |                                                |
| Karakoram | Great Karakoram | Saser Muztagh   | Arganglas Group       | Lesser Karakoram | south of the Great Karakoram |                    |                                                |
| Karakoram | Great Karakoram | Saser Muztagh   | Kunzang Group         | Lesser Karakoram | south of the Great Karakoram |                    |                                                |
| Karakoram | Great Karakoram | Saser Muztagh   | Shyok Group           | Lesser Karakoram | south of the Great Karakoram |                    |                                                |

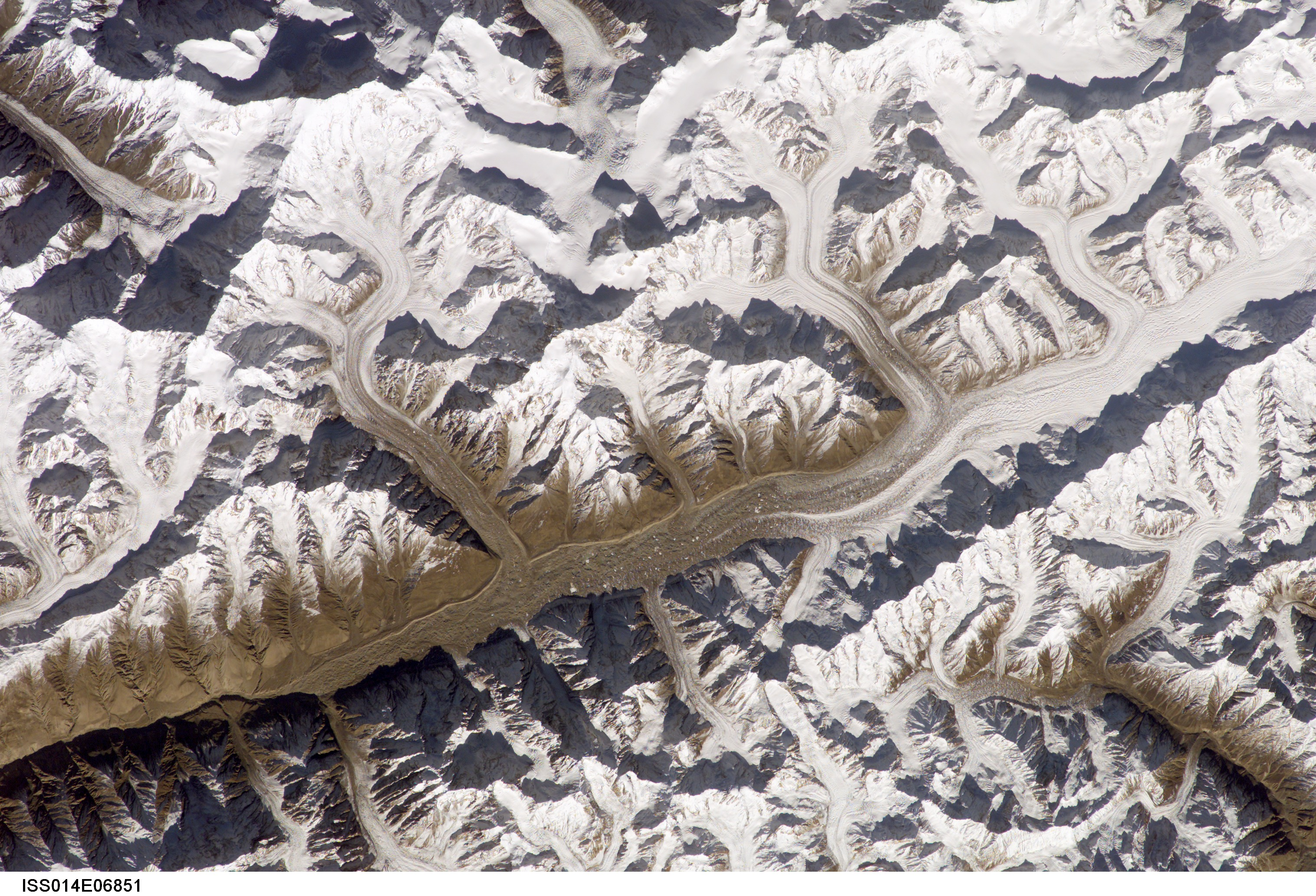
Lodowiec Hispar and Hispar Muztagh na fotografii wykonanej z ISS

Obszary w podziale Great Karakoram nazwano muztagh – określeniem w języku balti, złożonym z muz, czyli śnieg, i tagh, czyli góra. Autorzy raportu podkreślili, że pisownia *mustagh jest nieprawidłowa. Występuje ona np. w publikacji Günthera Oskara Dyhrenfurtha Baltoro. Ein Himalaya Buch (1939) i pojawia się w literaturze niemieckojęzycznej dla zachowania wymowy ‘z’ w środku wyrazu. Każdy z siedmiu masywów, muztagh, dzieli się na grupy i raport precyzyjne określa ich punkty przyjęte za graniczne.

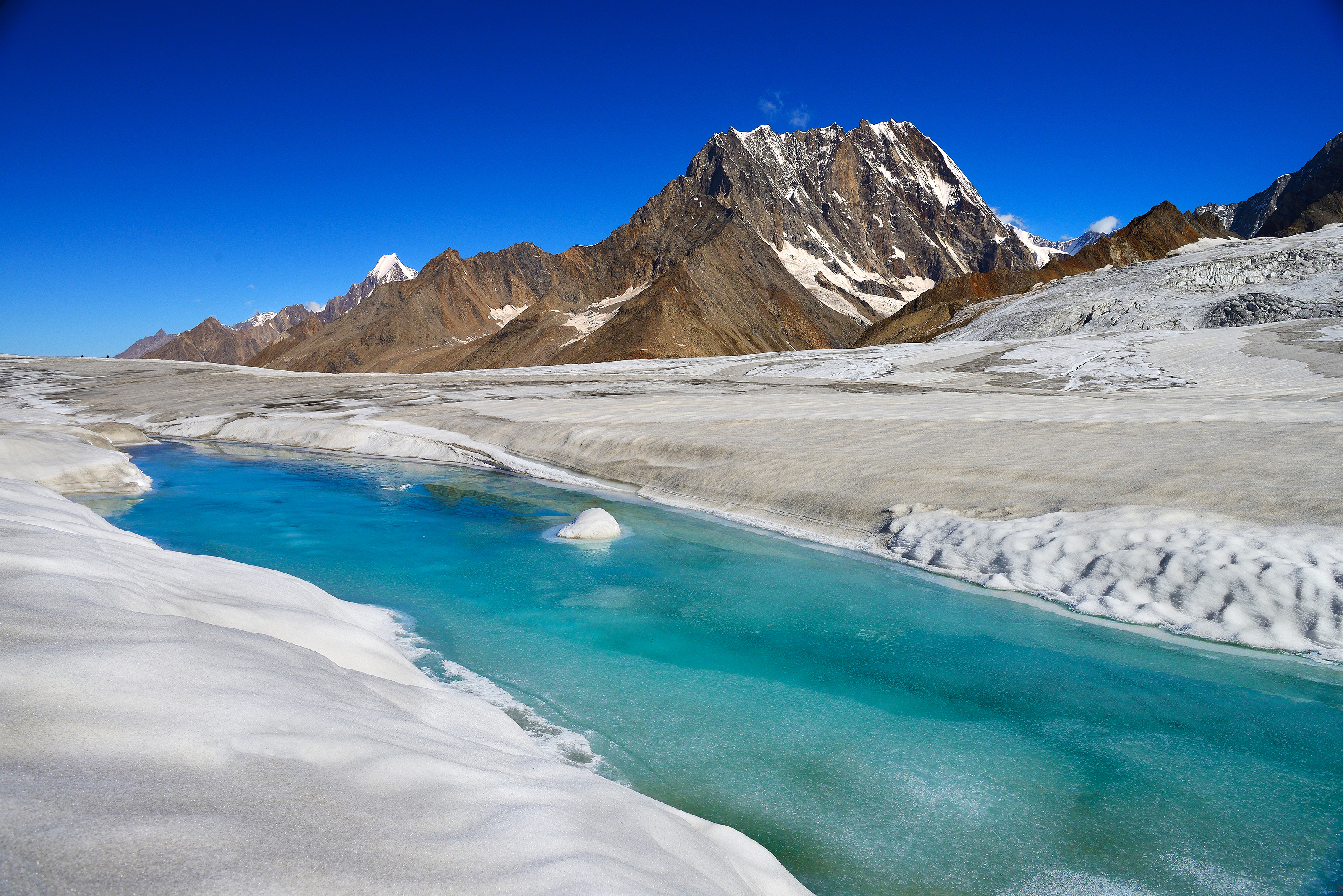
Potok na lodowcu Hispar

Po ustaleniu w 1947 nowego porządku politycznego na północy subkontynentu, niektóre jego rejony stały się ze względu na spory graniczne praktycznie niedostępne dla systematycznej eksploracji, były to np. część Ladakhu i Kaszmiru kontrolowana przez Indie, region Gilgit-Baltistan pod administracją pakistańską i dolina Shaksgam pod kontrolą Chińskiej Republiki Ludowej. Znaczne postępy w eksploracją i kartowaniu trudniej dostępnych rejonów poczyniono w połowie XX wieku dzięki działalności włoskich kartografów, choć nierozwiązana pozostawała kwestia precyzyjnego określenia zakresu podobszarów. W latach 50. na terenie Karakorum szczególnie aktywny był nadal Ardito Desio (pierwsza ekspedycja w 1929), uczestnicząc w trzech włoskich wyprawach alpinistycznych w latach 1952-1955. Dalsze prace kartograficzne prowadzono przy wyprawach Karl-Marii Herrligkofera w 1954, japońskiej pod egidą uniwersytetu w Kyoto w 1957 i in. (szczegółowo omówione w Chronik der Erschließung des Karakorum, 2010). Nowego bodźca do przepracowania ustaleń Karakoram Conference dostarczyła publikacja geologa i znawcy tego rejonu Güntera Oskara Dyhrenfurtha Der Dritte Pol w 1961, który zachował jednak angielską nomenklaturę ze swoich wcześniejszych publikacji. W 1976 alpinista i kartograf Jerzy Wala opublikował szkicową mapę całego Karakorum w skali 1 : 250 000 i pracował przez następne dekady nad jej udoskonaleniem.
Coraz dokładniejsze eksploracje Karakorum pod koniec XX wieku wymusiły wprowadzenie dalszych grup górskich, jednakowoż te nowe opracowania (np. mapa japońska z 2001) i gruntowne opracowanie historii eksploracji Karakorum Wolfganga Heichela (Chronik der Erschließung des Karakorum, 2010) trzymają się zasadniczo podziału z 1938. Całkowicie odstąpił od niego działający od 1985 międzynarodowy zespół w składzie: polski kartograf i znawca Karakorum Jerzy Wala, szwedzki historyk himalaizmu Anders Bolinder, polski badacz tematyki himalajskiej i geodeta Zbigniew Kowalewski oraz niemiecki badacz tej dziedziny Eberhard Jurgalski, który opublikował w 1990 w Zurychu zestaw map pod tytułem Karakoram: orographical sketch map. Scale 1:250,000. Mapy sporządzone według tego nowego konceptu proponują następujący podział regionalny Karakorum na Mountain Provinces i Mountain Groups:
| Łańcuch                               | Karakoram                 | Karakoram                                  | Karakoram         | Karakoram                               |
| Pasmo (Mountain province)             | Eastern Karakoram         | Central Karakoram                          | Western Karakoram | Northern Karakoram / Ghujerab Mountains |
| Masyw / grupa górska (Mountain group) | Saser Muztagh             | Kailas Mountains / South Saltoro Mountains | Naltar Mountains  | South Ghujerab Mountains                |
| Masyw / grupa górska (Mountain group) | Saser Muztagh             | Saltoro Mountains                          | Naltar Mountains  | South Ghujerab Mountains                |
| Masyw / grupa górska (Mountain group) | Saser Muztagh             | Masherbrum Mountains                       | Naltar Mountains  | South Ghujerab Mountains                |
| Masyw / grupa górska (Mountain group) | Nubra Valley              | Shimshak Mountains                         | Naltar Mountains  | South Ghujerab Mountains                |
| Masyw / grupa górska (Mountain group) | Nubra Valley              | Mango Gusor Mountains                      | Batura Muztagh    | South Ghujerab Mountains                |
| Masyw / grupa górska (Mountain group) | Rimo Muztagh              | Shigar Valley                              | Batura Muztagh    | South Ghujerab Mountains                |
| Masyw / grupa górska (Mountain group) | Rimo Muztagh              | Baltoro Muztagh                            | Batura Muztagh    | North Ghujerab Mountains                |
| Masyw / grupa górska (Mountain group) | North-East Rimo Mountains | Wesm Mountains                             | Batura Muztagh    | North Ghujerab Mountains                |
| Masyw / grupa górska (Mountain group) | North-East Rimo Mountains | Panmah Muztagh                             | Lupghar Mountains | North Ghujerab Mountains                |
| Masyw / grupa górska (Mountain group) | Siachen Muztagh           | Hispar Muztagh                             | Lupghar Mountains | North Ghujerab Mountains                |
| Masyw / grupa górska (Mountain group) | Siachen Muztagh           | Spantik-Sosbun Mountains                   | Lupghar Mountains | North Ghujerab Mountains                |
| Masyw / grupa górska (Mountain group) | Siachen Muztagh           | Rakaposhi-Haramosh Mountains               | Lupghar Mountains | North Ghujerab Mountains                |

Wewnątrz niektórych grup górskich wyodrębniono mniejsze jednostki, np. Batura Muztagh podzielona jest na: Batura Muztagh East, Batura Muztagh West i Purian Sar Mountains, Rakaposhi-Haramosh Mountains podzielone są na 9 mniejszych grup: Rakaposhi, Silkiang, Diran, Bilchar Dobani, Phuparash, Koro, East Miar Glacier, Malubiting i Laila. Wraz z obrazowaniem przestrzennym udostępnionym z ISS prace kartograficzne uzyskały nową jakość i niepodważalne narządzie ewaluacji wcześniejszych dokonań. Obszar całego terytorium Karakorum i jego sąsiedztwa, przedstawiony na ilustracji w artykule Reassessing the Karakoram Through Historical Archives, opublikowanym w 2022 w tomie Environmental Change in South Asia, obrazuje np. rozbieżności (planimetric shift) co do przebiegu granic Karakorum przyjmowanych przez kartografów od Survey of India i Royal Geographical Society po najnowsze mapy Jerzego Wali na tle obrazu satelitarnego uzyskanego w ramach programu Landsat. Ten artykuł zawiera też opracowane przez ośmioosobowy zespół kartografów indyjskich szczegółowe zestawienie wszystkich prac kartograficznych dotyczących Karakorum w chronologicznym porządku i z podstawowymi informacjami.